# Nikíforovo
Nikíforovo (en rus: Никифорово) és un poble de l'óblast de Vladímir, a Rússia, segons el cens del 2010 tenia 27 habitants. Pertany al districte de Kirjatx.